# Eurycnemus
Eurycnemus är ett släkte av tvåvingar som beskrevs av Frederik Maurits van der Wulp 1874. Eurycnemus ingår i familjen fjädermyggor.

## Arter inomEurycnemus[1][2]
- Eurycnemus amamiapiatus
- Eurycnemus crassipes
- Eurycnemus hidakacedea
- Eurycnemus nozakii